# 周之冕 (同治進士)
周之冕，字藻庭，號文軒，贵州安順人，清朝政治人物、同進士出身。
同治十年（1871年）辛未科進士，三甲一百八十二名，即補直隸知縣，以軍功保加同知銜，改鎮遠府教授。